# Gadila vulpidens
Gadila vulpidens är en blötdjursart som först beskrevs av Watson 1879.  Gadila vulpidens ingår i släktet Gadila och familjen Gadilidae. Inga underarter finns listade i Catalogue of Life.